# Le Mesnil-le-Roi
Le Mesnil-le-Roi é uma comuna francesa na região administrativa da Île-de-France, no departamento de Yvelines. A comuna possui 6206 habitantes segundo o censo de 1990.